# Луїс Сепульведа
Луїс Сепу́льведа (ісп. Luis Sepulveda; 4 жовтня 1949, Овальє, Чилі — 16 квітня 2020, Ов'єдо, Іспанія) — чилійський письменник, журналіст, сценарист, громадський діяч та кінорежисер.

## Біографія
Луїс Сепу́льведа народився 4 жовтня 1949 року. Його батько, член комуністичної партії, володів рестораном, а мати, Ірма Кальфукура, медсестра, походила з індіанського племені мапуче. Виріс у районі Сан-Мігель в Сантьяго-де-Чилі, вчився в одній з найкращих шкіл країни Instituto Nasional.
Після військового перевороту і приходу до влади Піночета у 1973 році був арештований і катований у казематі. Після звільнення емігрував і жив певний час у Мюнхені та Гамбургу. Потім переїхав в Іспанію, де прожив решту життя.
Є одним із найвизначніших сучасних латиноамериканських письменників. Лауреат багатьох найпрестижніших літературних нагород.
Луїс Сепульведа помер 16 квітня 2020 року в Ов'єдо в віці 70 років від ускладнення, викликаного коронавірусним захворюванням COVID-19.

## Твори
- Страхи, життя, смерть та інші галюцинації (1986)
- Світ кінця світу (1989)
- Старий, який читав романи про кохання (1989)
- Кінець світу (1993)
- Ім'я тореадора (1994)
- Історія про чайку та про кота, який навчив її літати (1995)
- Незустрічі (1997)
- Щоденник сентиментального кілера (1998)
- Маргінальні історії (2007) та інші твори

## Українські переклади
У 1998 році в журналі «Всесвіт» було опубліковано переклад українською «Щоденник сентиментального кілера». У 2011 році «Всесвіт» опублікував також переклад повісті «Старий, який читав романи про кохання».

## Фільмографія
- Vivir a los 17, 1986, режисер і автор книги
- Tierra del fuego, 2000, сценарій
- Ніде, 2002, режисер і автор книги
- Coração verde, 2002, автор книги